# Fear & Freedom
Fear & Freedom è il terzo album in studio della cantante australiana Ricki-Lee Coulter, pubblicato il 17 agosto 2012.
Dall'album sono stati estratti i singoli Raining Diamonds, Do It Like That, Crazy e Burn It Down, che hanno raggiunto rispettivamente la diciannovesima, la tredicesima, la quarantaseiesima e la quarantanovesima posizione in Australia.

## Tracce
1. Human – 3:06 (Ricki-Lee Coulter, Keely Hawkes, James O'Brien)
2. Raining Diamonds – 3:04 (Ricki-Lee Coulter, Billy Mann, Boyblue)
3. Burn It Down – 3:55 (Ricki-Lee Coulter, S.J. Powell)
4. Do It Like That – 2:47 (Ricki-Lee Coulter, Brian Kierulf, Josh Schwartz)
5. Crazy – 3:26 (Ricki-Lee Coulter, Brian London)
6. On the Floor – 3:36 (Ricki-Lee Coulter, Vince Pizzinga, Kate Akhurst)
7. I Feel Love – 4:00 (Ricki-Lee Coulter, Vince Pizzinga, Kate Akhurst)
8. Never Let Go – 3:48 (Ricki-Lee Coulter, Brian Kierulf, Josh Schwartz)
9. World Disappears – 3:48 (Ricki-Lee Coulter, Keely Hawkes)
10. Bombshell – 4:36 (Ricki-Lee Coulter, S.J. Powell)

## Classifiche
| Classifica (2012-13) | Posizione massima |
| -------------------- | ----------------- |
| Australia            | 7                 |
| Giappone             | 45                |